# Ogi
Rodrigo Hayashi Tavares Bastos Pinto, mais conhecido pelo seu nome artístico Rodrigo Ogi ou apenas Ogi, é um rapper brasileiro. Considerado um dos mais inventivos compositores do gênero no país, participou do grupo ContraFluxo no início dos anos 2000 e possui quatro discos solo (Crônicas da Cidade Cinza, 2011; RÁ!, 2015; Pé no chão, 2017; Aleatoriamente, 2023).

## Biografia

### História
Rodrigo nasceu na cidade de São Paulo e começou a rimar em 1994, mas acabou abandonando o hobby para entrar no grafite e na pichação. Entretanto, retornou ao rap em 2003 e continua trabalhando até hoje. Na carreira solo, lançou o videoclipe "A Dama e o Vagabundo", junto com Nathy MC, e "Premonição", uma das duas faixas lançadas previamente do seu primeiro álbum solo, chamado Crônicas da Cidade Cinza O rapper Ogi também gravou a música 'Noite Fria' uma de suas mais conhecidas. Em 2010, foi indicado na categoria "Rap" no VMB, da MTV.

## Discografia
Carreira solo
- Crônicas da Cidade Cinza (2011)
- RÁ! (2015)[6]
- Pé no Chão (2017)
- Aleatoriamente (2023)

Com o Contrafluxo
- Missões e Planos (2005)
- Super Ação (2007)